# Hoppeditz

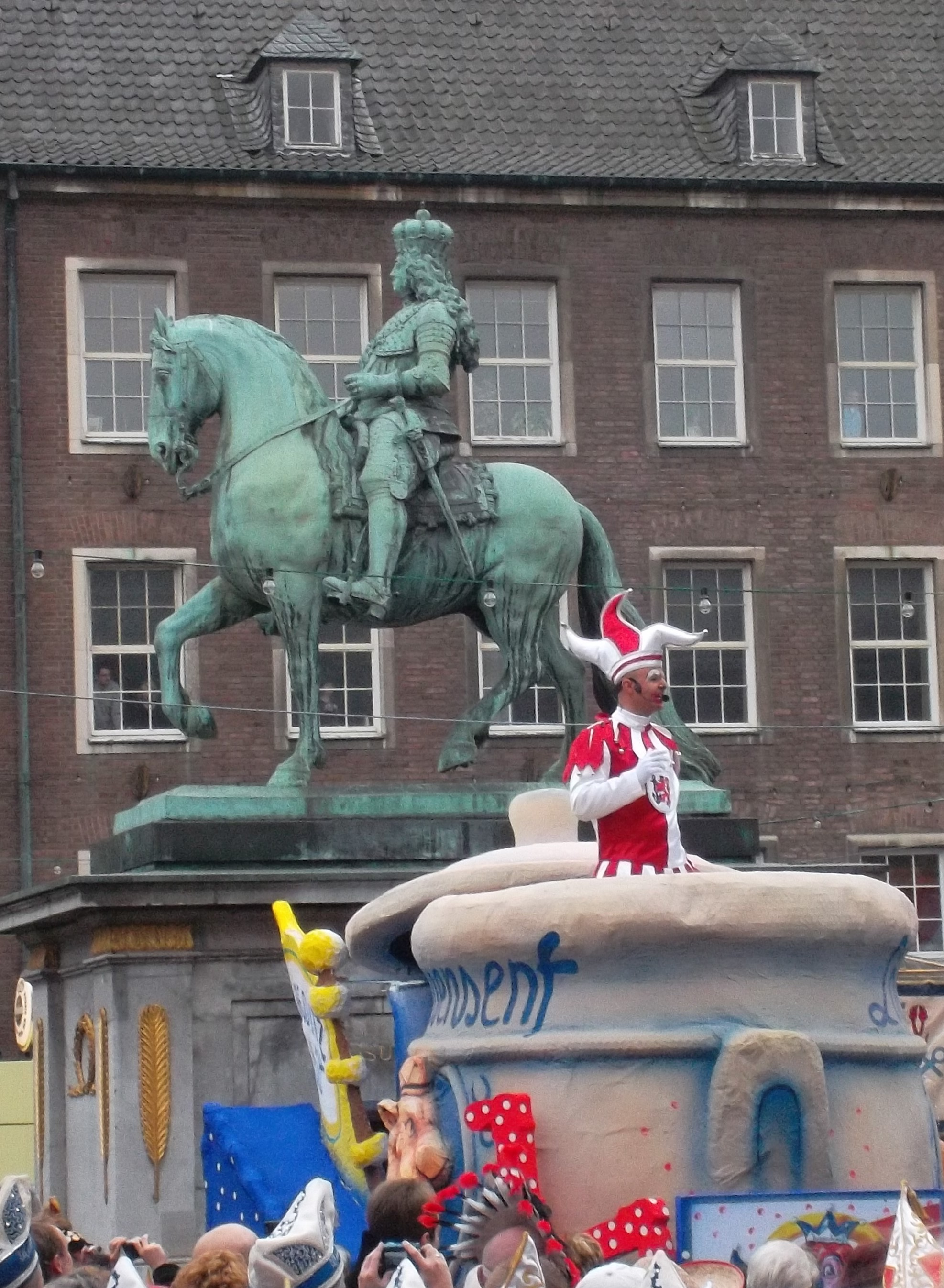
Hoppeditz-Erwachen am 11. November 2011 auf dem Düsseldorfer Marktplatz

Der Hoppeditz, auch Hoppediz, ist eine fiktive Narren- beziehungsweise Schelmenfigur des Düsseldorfer Karnevals.

## Historie

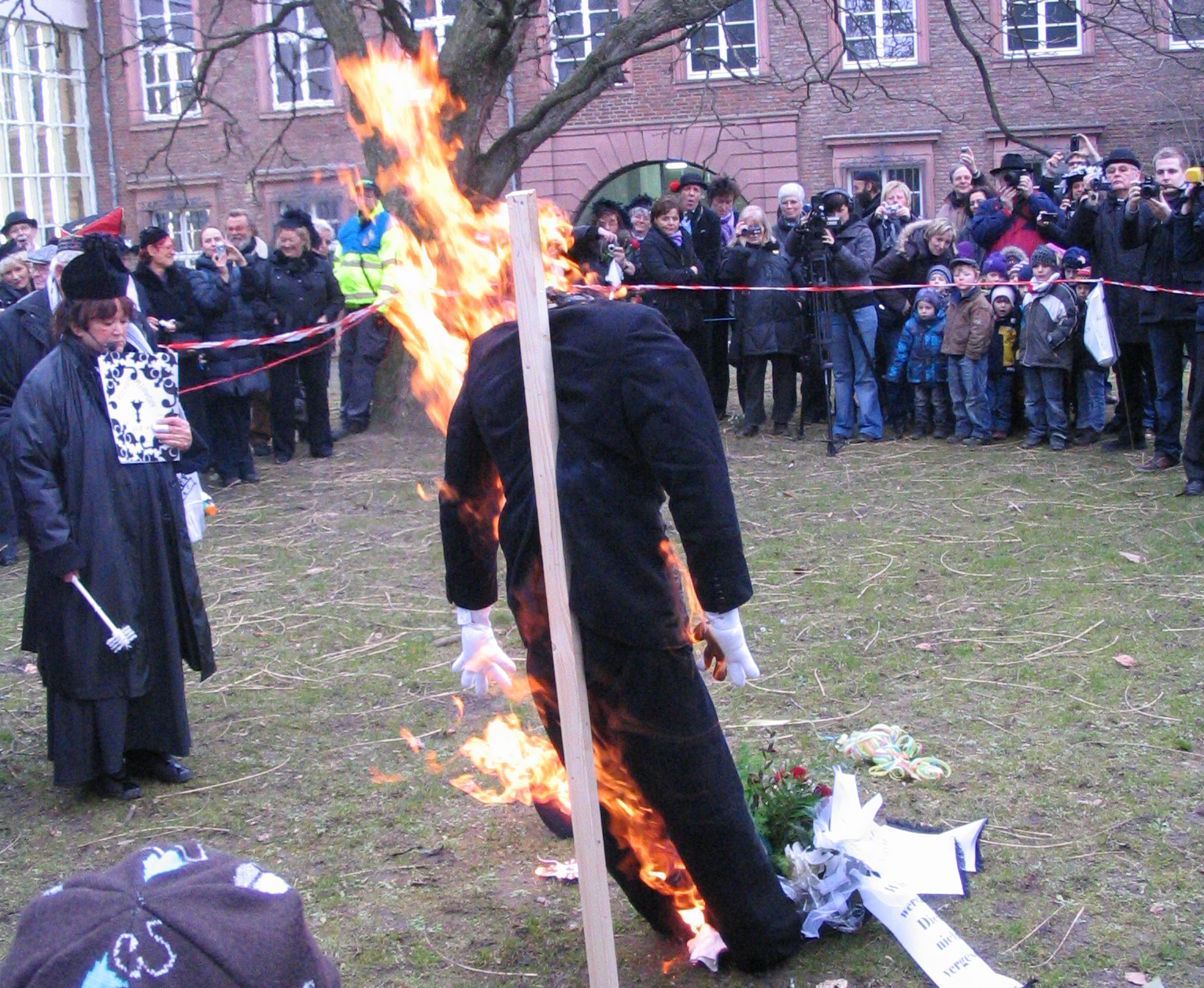
Einäscherung des Hoppeditz am Aschermittwoch 2011

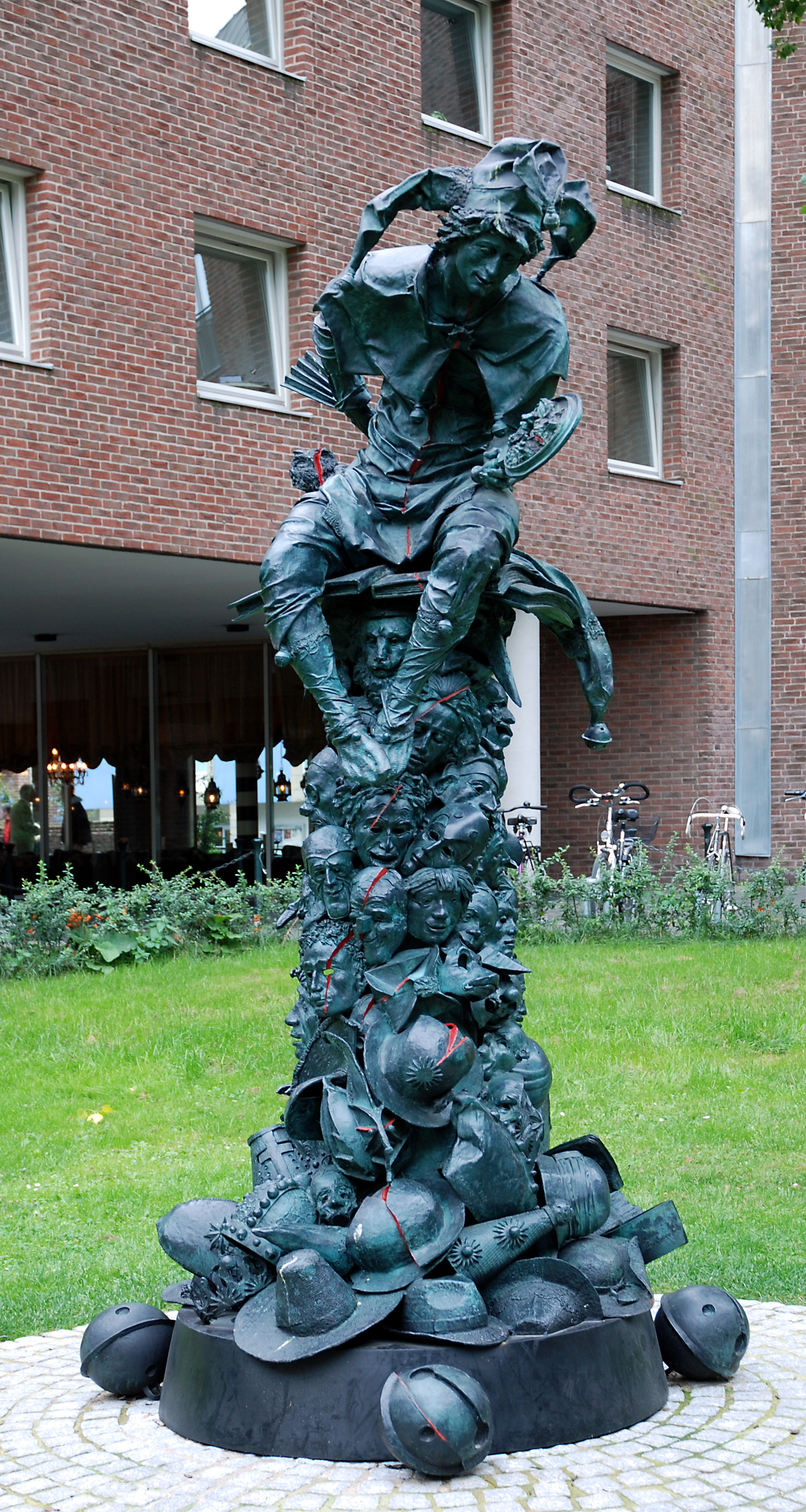
Hoppeditz-Denkmal von Bert Gerresheim

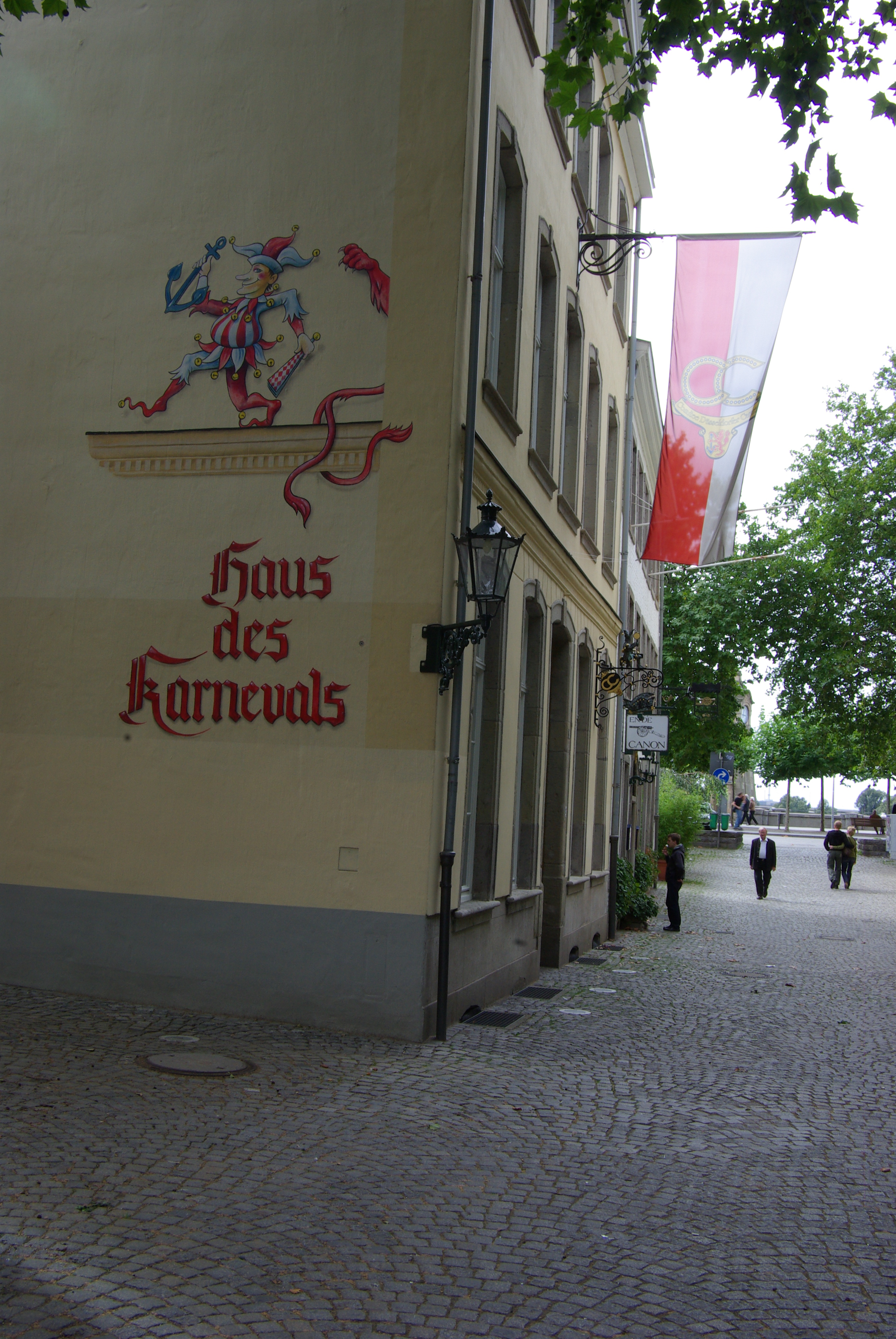
Hoppeditz-Darstellung auf der Fassade des Hauses des Karnevals

Der Hoppeditz, jeweils verkörpert von einem renommierten Karnevalisten, wird alljährlich zum Beginn der Karnevalszeit am Martinstag, dem 11. November, um 11 Uhr 11 zum Leben erweckt. Während der Zeremonie taucht er auf dem Düsseldorfer Marktplatz neben dem Reiterstandbild von Jan Wellem aus einem überdimensionalen Senftopf des Düsseldorfer Unternehmens Löwensenf auf. Aus dem Senftopf heraus trägt er seine spöttische, manchmal bissige „Eröffnungsrede“ zur neuen Karnevalssession vor. Diese wird vom jeweiligen Oberbürgermeister vom gegenüberliegenden Rathausbalkon aus erwidert.
Am Aschermittwoch wird der Hoppeditz als Puppe unter großem Jammern und Wehklagen im Garten des Düsseldorfer Stadtmuseums eingeäschert und symbolisch zu Grabe getragen. Zum Zeichen ihrer Trauer tragen die Jecken dabei schwarze Kleidung. Traditionell verabschieden ihn viele Düsseldorfer zudem mit einem Leichenschmaus (Fischessen) in die Fastenzeit.
1841 wurde ihm ein eigenes Denkmal am heutigen Carlsplatz (ehemals „Hoppedizplatz“) in Düsseldorf von so renommierten Künstlern wie Andreas Achenbach, Wilhelm Camphausen und Emanuel Leutze errichtet. Das Denkmal stand bis 1860.
Seit 2008 steht wieder ein Hoppeditz-Denkmal, gestaltet vom Künstler Bert Gerresheim, diesmal hinter dem Haus des Karnevals, das sowohl die Geschäftsstelle des Comitees Düsseldorfer Carneval als auch das Düsseldorfer Karnevalsmuseum beherbergt.
2023 war das Hoppeditz-Erwachen mit rund 5000 Zuschauern besonders gut besucht, 20 Vereine schafften es daher nicht bis auf den Marktplatz. Der diesjährige, bereits 17-malige Hoppeditz Tom Bauer brauchte mehrere Anläufe beim Öffnen des Senftöpfchendeckels, dabei angefeuert durch die Zuschauer – die Person, die beim Öffnen helfen sollte, war nicht rechtzeitig eingetroffen. Die Rede verfasste Jürgen Hilger. Neben den obligatorischen Themen, der angeblichen Rivalität zwischen Köln und Düsseldorf, dem Fußballverein Fortuna Düsseldorf sowie der Lokalpolitik wurde auch der aktuelle Krieg in Israel und Gaza angesprochen. Die Gegenrede hielt der Oberbürgermeister Stephan Keller.

## Namensherkunft
Es gibt unterschiedliche Theorien über die Herkunft des Namens Hoppeditz. Eine von diesen führt den Namen auf die Bezeichnung Hippedotz zurück. Dabei stehen die einzelnen Namensbestandteile für Ziege (Hipp) und Murmel (Dotz). Einem anderen Ansatz folgend steht das Wort hoppe im Rheinischen für hüpfen und das Wort Ditz für Knirps bzw. Kind, so kann der Hoppeditz mit hüpfendes Kind übersetzt werden. Auf den 11.11. nimmt eine weitere Erklärung Bezug. Demnach war der Martinstag ähnlich der Fastennacht vor der österlichen Fastenzeit die letzte Gelegenheit zu ausgelassenem Feiern vor dem Adventsfasten. Beim Sammeln von süßem Gebäck und Feuerholz an den Türen wurde ein kleiner Junge als Martinsreiter rittlings auf den Schultern getragen. Solche Umzüge durch den Ort waren mit allerlei Schabernack verbunden.

## Die übrigen Hoppeditze im Rheinland
Der Düsseldorfer Hoppeditz hat etliche Zwillingsbrüder, die in vielen Dörfern und Städten ihr jeckes (karnevalistisches) Wesen ausleben. Neuerdings tauchen auch Zwillingsschwestern auf.

## Trivia
In den 70er Jahren erschien das in Schreibschrift geschriebene Kinderbuch Der kleine Hoppediz und dessen Fortsetzung Hoppediz und Quirlewitt von Martha Schlinkert. In diesem sind Hoppediz und sein Hund Quirlewitt zwei Figuren aus Kork, hergestellt im Bastelunterricht. Diese nehmen ihre „Erbauerin“ mit auf den Stern Antares. Außer dem Namen aber hat dieser Hoppediz nichts mit dem oben Genannten zu tun.

## Weiterführende Informationen